# افتتاحیه المپیک تابستانی ۲۰۲۰
مراسم افتتاحیه المپیک تابستانی ۲۰۲۰ (انگلیسی: 2020 Summer Olympics opening ceremony) در آغاز بازی‌های المپیک تابستانی ۲۰۲۰ در ۲۳ ژوئیه ۲۰۲۱ در ورزشگاه ملی ژاپن واقع در توکیو برگزار شد و مسابقات رسماً توسط امپراتور ژاپن گشایش یافت. این افتتاحیه شامل مجموعه ای از سخنرانی‌های خوشامدگویی، رژه تیم‌های ورزشکاران کشورها و مراسم هنری نشان دهنده فرهنگ و تاریخ ژاپن بود. همچنین یادی از ۱۲۵ مین سالگرد بازی‌های المپیک تابستانی ۱۸۹۶ به عمل آمد. به علت دنیاگیری کووید-۱۹ مسابقات با یک سال تأخیر و با حضور تعداد کمی تماشاچی برگزیده برگزار شد.